# Kobulètia
Kobulètia és una regió de Geòrgia al sud-oest d'Adjària. Li dona nom la seva ciutat principal, Kobuleti (georgià: ქობულეთი) a la costa de la mar Negra.
Del segle xvii al XIX la regió fou un feu de la família Tavdgiridze, primer sota autoritat del principat de Gúria o després de 1772 de l'Imperi Otomà. El nom turc de la ciutat era Çürüksu.